# Mohamed Sbihi

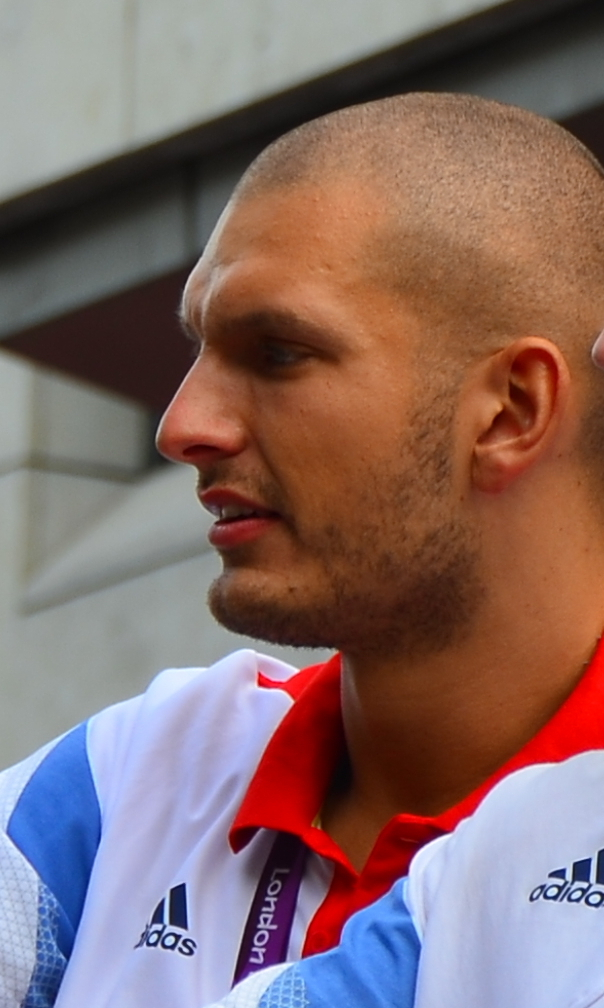
Mohamed Sbihi

Mohamed Karim „Moe“ Sbihi, MBE (* 27. März 1988 in Kingston upon Thames) ist ein britischer Ruderer. Er gewann 2013 im Achter und 2014 im Vierer ohne Steuermann den Weltmeisterschaftstitel. 2016 war er Olympiasieger und 2012 sowie 2021 Olympiadritter.

## Karriere
Sbihi startete bei den Junioren-Weltmeisterschaften 2006 und belegte den fünften Platz im Zweier ohne Steuermann. 2007 gewann Sbihi mit dem Vierer ohne Steuermann die Bronzemedaille bei den U23-Weltmeisterschaften. 2009 fuhr Sbihi in zwei Weltcupregatten mit dem Achter auf den dritten Platz, bei den U23-Weltmeisterschaften 2009 wurde er zusammen mit James Foad Achter im Zweier ohne Steuermann. 2010 gewannen beide mit dem Achter die erste Weltcupregatta, allerdings in Abwesenheit des Deutschland-Achters. Bei den Weltmeisterschaften in Neuseeland erhielten die Briten die Silbermedaille hinter den Deutschen, genau wie ein Jahr später bei den Weltmeisterschaften 2011 in Bled.
In der Olympiasaison 2012 belegte der britische Achter zweimal den zweiten Platz und wurde einmal Dritter, bei der Olympiaregatta in Eton belegte der britische Achter den dritten Platz hinter den Deutschen und den Kanadiern. Für die Saison 2013 wechselten mit Alex Gregory, Peter Reed und Andrew Triggs Hodge drei Ruderer aus dem britischen Vierer in den Achter, der die ersten beiden Weltcupregatten gewann und in Luzern den vierten Rang belegte. Bei den Ruder-Weltmeisterschaften in Chungju siegte der britische Achter vor den Deutschen, es war der erste Weltmeistertitel für den britischen Männer-Achter überhaupt. 2014 wechselten Alex Gregory, Mohamed Sbihi, George Nash und Andrew Triggs Hodge aus dem Weltmeister-Achter in den Vierer ohne Steuermann; dieses Boot siegte sowohl bei den Ruder-Europameisterschaften 2014 in Belgrad als auch bei den Ruder-Weltmeisterschaften 2014 in Amsterdam. 2015 gewann Sbihi mit dem britischen Achter die Silbermedaille bei den Europameisterschaften und die Goldmedaille bei den Weltmeisterschaften. Bei den Europameisterschaften 2016 traten mit Alex Gregory, Mohamed Sbihi, George Nash und Constantine Louloudis vier Ruderer aus dem Weltmeister-Achter von 2015 im Vierer ohne Steuermann an und gewannen den Titel. In der gleichen Besetzung siegte der britische Vierer auch bei den Olympischen Spielen 2016.
Nach einigen Umbesetzungen ruderte Sbihi auch 2017 im britischen Vierer-ohne. Zum Beginn der Saison verpasste die Kombination aus Matthew Tarrant, William Satch, Callum McBrierty und Sbihi jedoch das Podest bei den Europameisterschaften. Danach wurde McBrierty durch Matthew Rossiter ersetzt, mit dem die Mannschaft bei den Weltmeisterschaften die Bronzemedaille hinter Australien und Italien gewann. 2018 kehrte Sbihi in den Achter zurück. Nach dem fünften Platz bei den Europameisterschaften 2018, als Sbihi im Finale ausfiel, gewannen die Briten bei den Weltmeisterschaften 2018 Bronze hinter den Deutschen und den Australiern. Im Jahr darauf gewann der britische Achter bei den Europameisterschaften 2019 Silber hinter den Deutschen. Bei den Weltmeisterschaften 2019 siegten die Deutschen vor den Niederländern und den Briten. 2021 gewann der britische Achter bei den Europameisterschaften in Varese vor den Rumänen und den Niederländern. Bei den Olympischen Spielen in Tokio siegte der Achter aus Neuseeland vor dem Deutschland-Achter und den Briten. Während der Eröffnungsfeier war er, gemeinsam mit der Seglerin Hannah Mills, der Fahnenträger seiner Nation.
Der 2,03 Meter große Mohamed Sbihi rudert für den Molesey Boat Club.